# Ikul
Un ikul ou ikula est un couteau ou une courte épée des Kubas de la République démocratique du Congo.

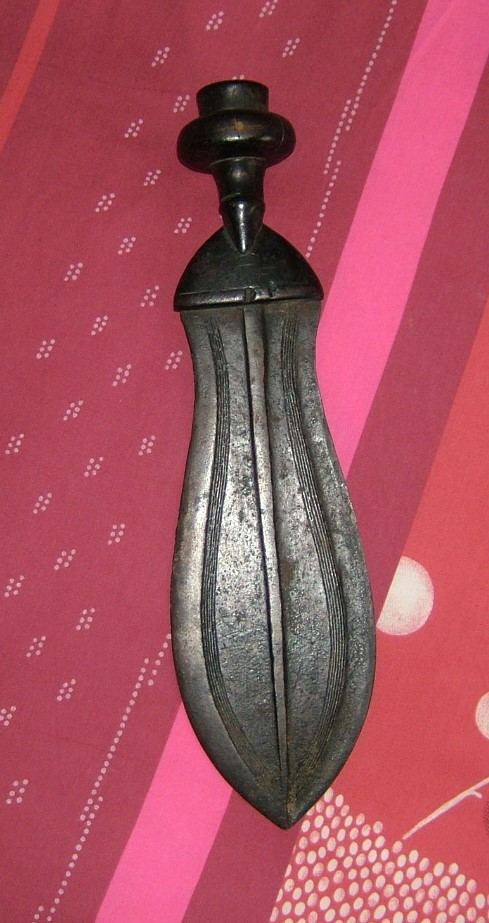
Couteau Ikul Kuba

## Caractéristiques
L'ikul se compose d’une lame en forme de feuille bien reconnaissable (en fer ou en cuivre) et d’un manche de bois terminé par un bouton rond avec parfois des incrustations décoratives. La lame présente souvent une arête centrale bien marquée et peut être ornée de gravures,,. Ce sont des couteaux à but cérémoniel, dont certains sont constitués uniquement de bois (manche et lame) et richement décorés,.
Les ikul mesurent autour de 35 centimètres de long. Selon la tradition, le roi Shyaam aMbul aNgoong aurait introduit l’ikul au dix-septième siècle après une longue période de guerre. Le roi aurait alors interdit le sabre shongo pour lui substituer l'ikul, symbole de paix,.

## Galerie

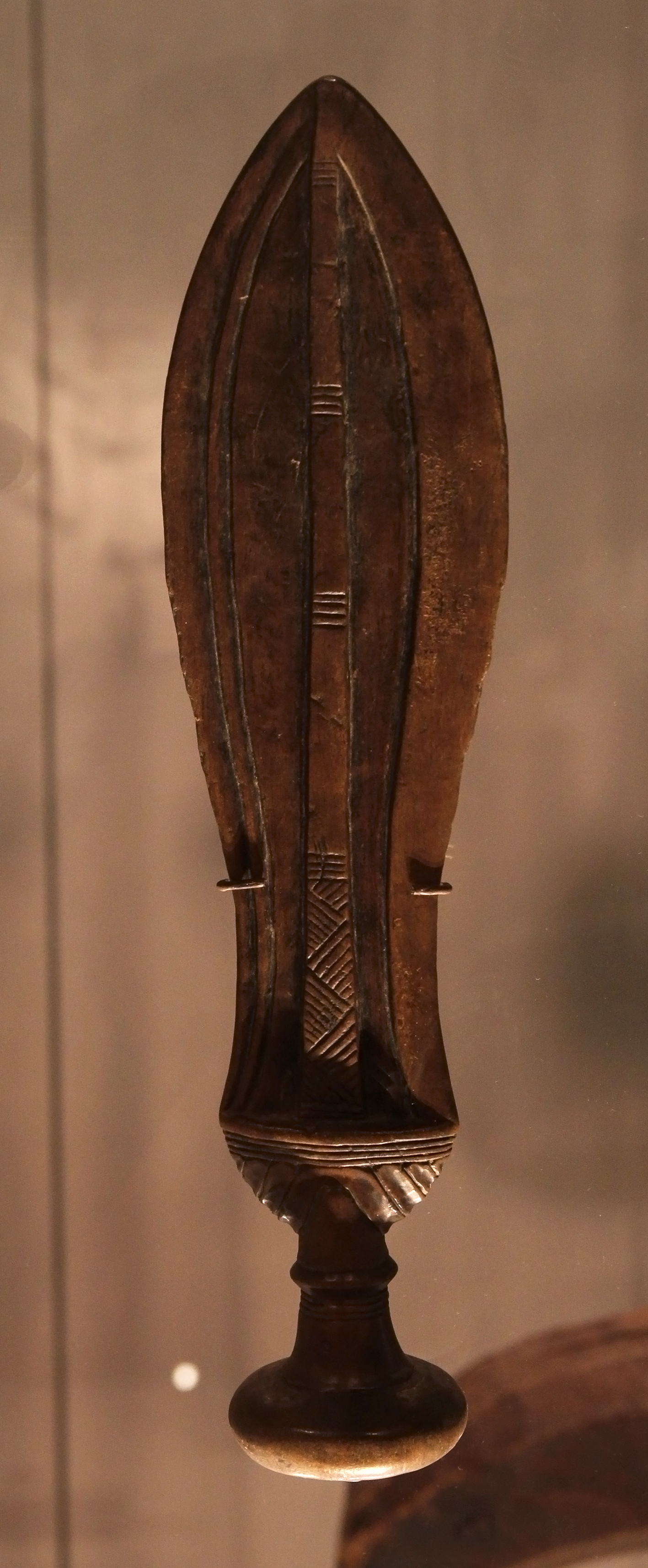
Ikul en bois.
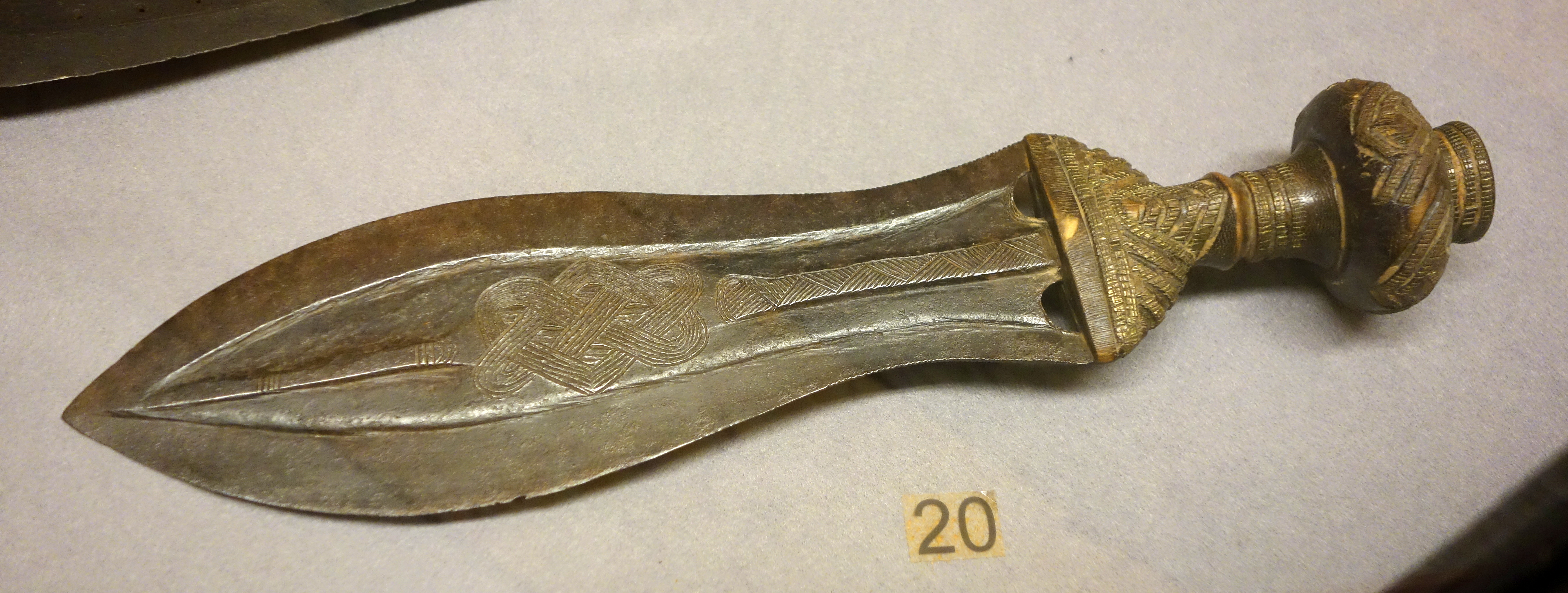
Ikul cérémoniel.
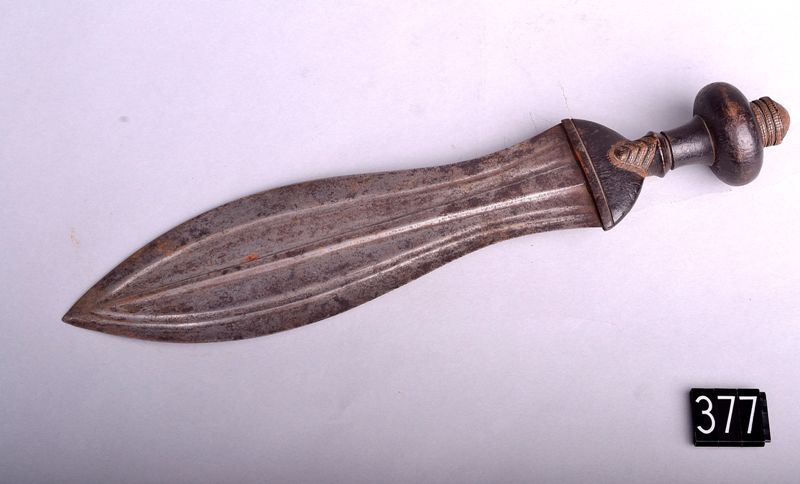
Ikul des Kubas.
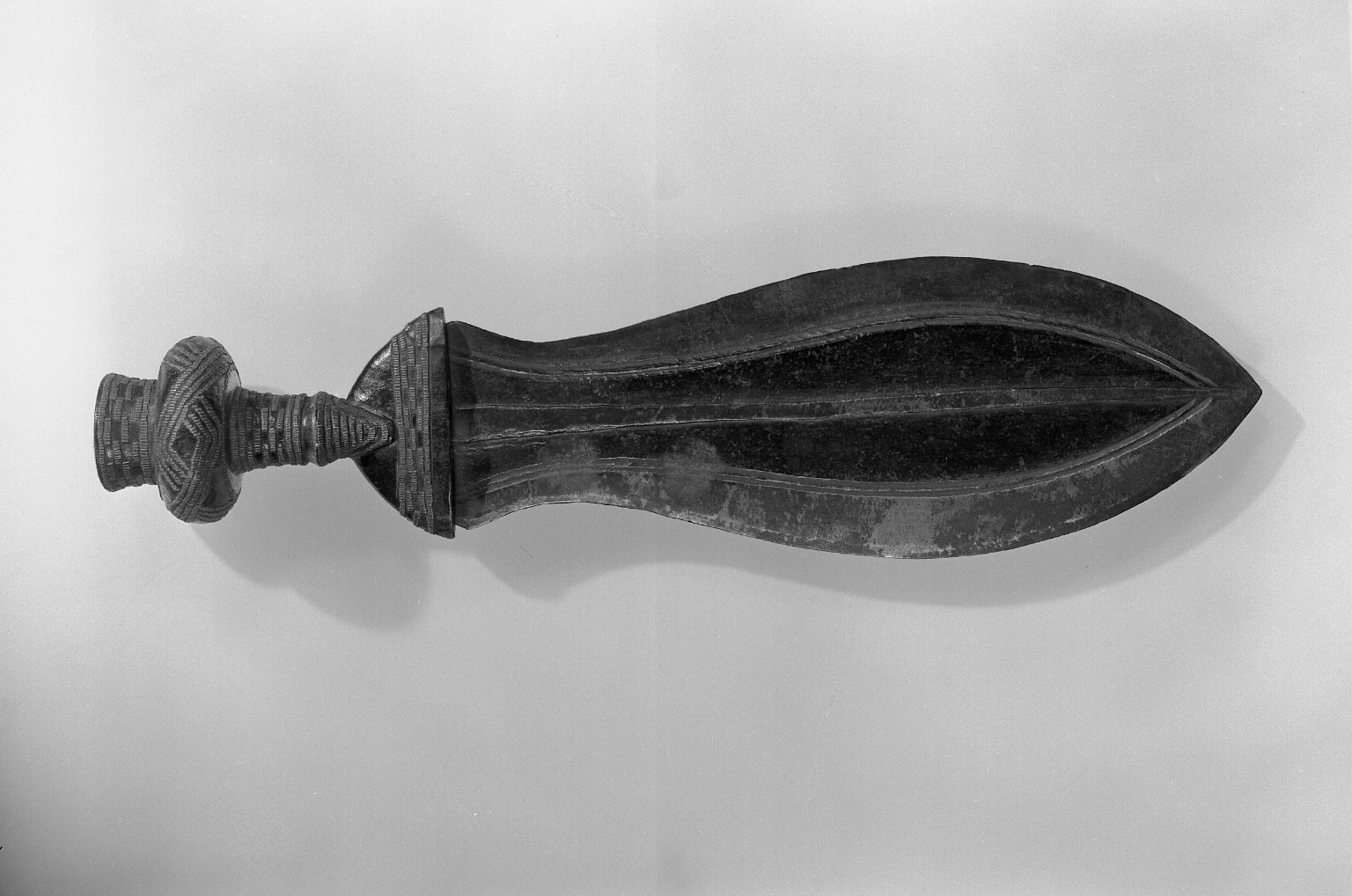
Ikul du Brooklyn Museum.
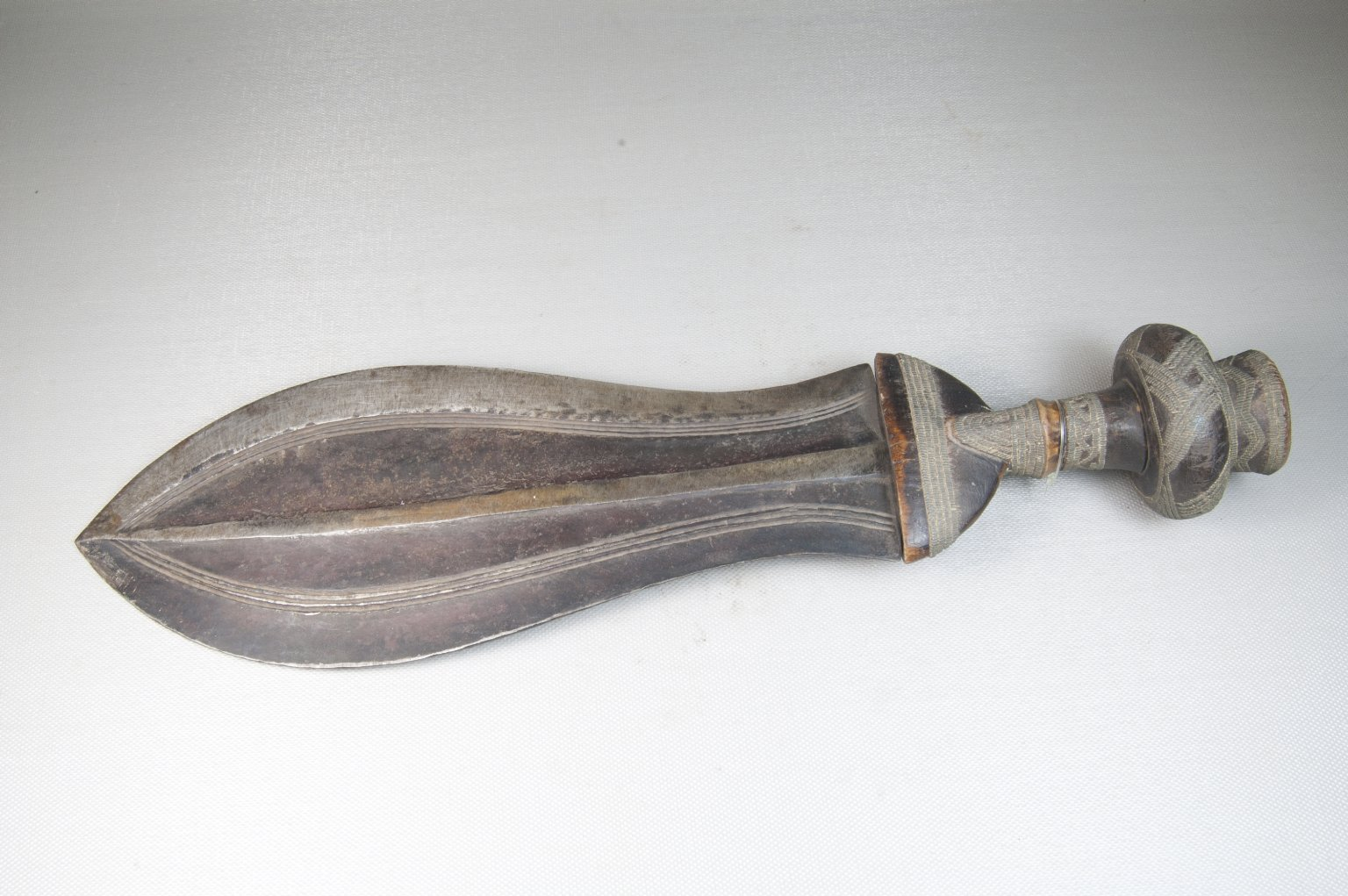
Ikul.